# Ingi Højsted
Ingi Højsted, né le 12 novembre 1985 à Tórshavn, est un joueur de football des Îles Féroé. Il joue au B36 Tórshavn.

## Carrière et clubs
Au cours de sa jeune carrière, Ingi Højsted a notamment joué à Arsenal FC qu'il a rejoint pendant l'été 2002. Puis il retourne jouer au
B36 Tórshavn.
Le 22 novembre 2005, il rejoint Birmingham City (où il ne joue que 45 minutes pendant toute la saison) avant de repartir dans son club de toujours, le B36 Tórshavn.
Il évolue au poste de milieu offensif, et porte le n° 14 dans son équipe nationale.
- ???? - 2002 : B36 Tórshavn
- 2002 - 2003 : Arsenal FC
- 2003 - 2005 : B36 Tórshavn
- 2005 - 2006 : Birmingham City
- depuis 2006 : B36 Tórshavn